# Tempio di Amon (Jebel Barkal)
Il Tempio di Amon è un sito archeologico a Jebel Barkal nel Sudan settentrionale, a circa 400 chilometri a nord di Khartoum, vicino a Karima, presso un'ampia ansa del fiume Nilo, nella regione che anticamente era chiamata Nubia.
Il Tempio di Amon, uno dei più grandi templi di Jebel Barkal, è considerato sacro alla popolazione locale. Era non solo uno dei centri principali di quella che un tempo era considerata una religione quasi universale, ma, insieme agli altri siti archeologici di Jebel Barkal, rappresentava la rinascita dei valori religiosi egiziani. Fino alla metà del XIX secolo, il tempio fu sottoposto a vandalismo, distruzione e saccheggio indiscriminato, prima di essere sottoposto alla protezione statale.

## Storia

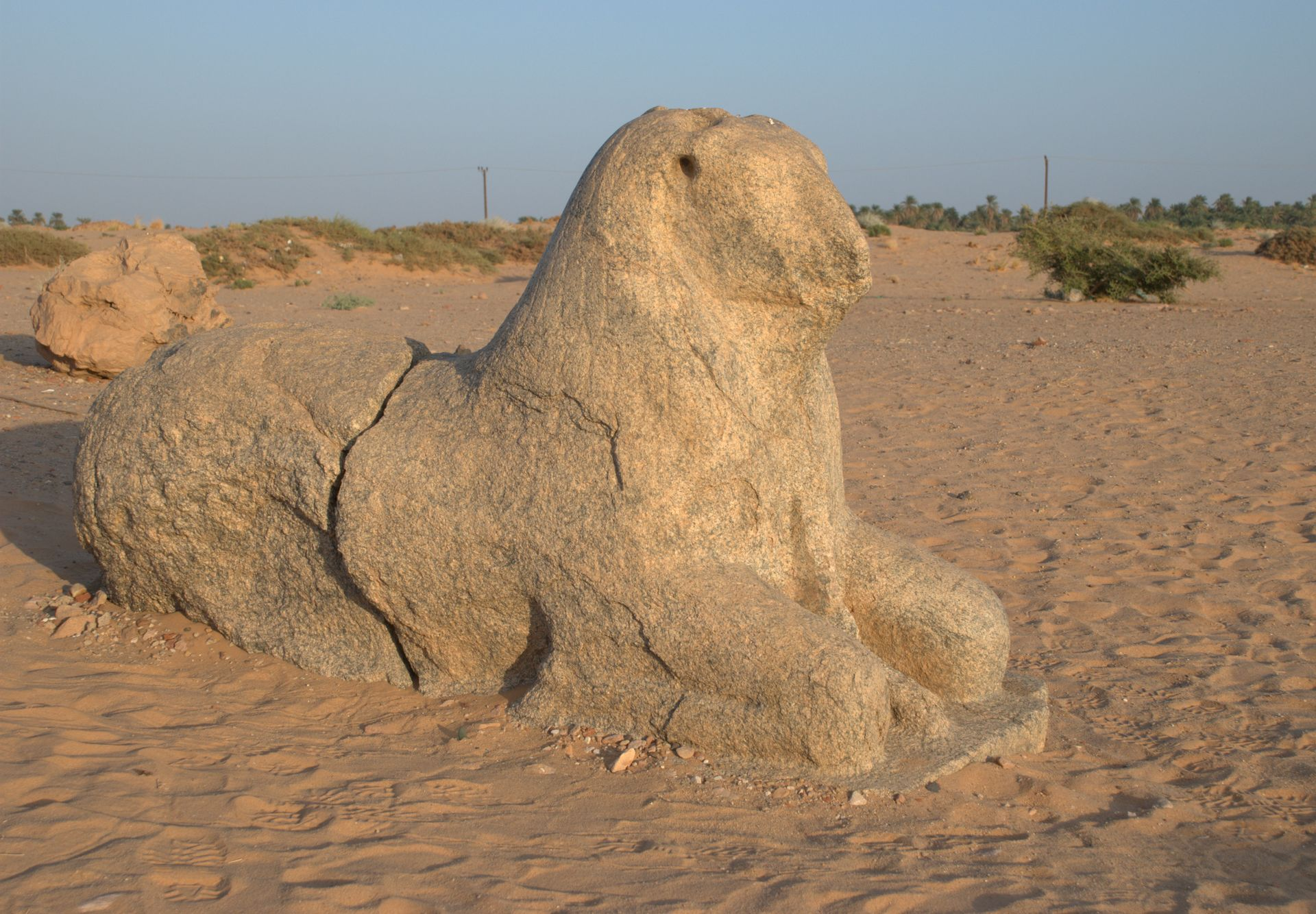
Scultura di ariete al tempio di Amon a Barkal.

La costruzione del tempio avvenne nel XIII secolo a.C. La fondazione è attribuita al faraone Thutmose III, mentre il tempio fu modellato da Ramses II. Soprattutto nella fase "Napata", il tempio era di grande importanza per il regno kushita. Pianki e i successivi faraoni nubiani ampliarono il complesso del tempio di Amon di Barkal, creando un rivale meridionale del tempio di Amon settentrionale a Tebe. Sebbene i primi governanti di Meroe avessero la loro capitale, i funzionari del governo intrapresero un viaggio per l'incoronazione al Tempio di Amon di Jebel Barkal. Qui, il re entrava nel Sancta Sanctorum, dove veniva confermato re da un oracolo divino. Negli anni 25/24   a.C., i Romani invasero la Nubia durante una campagna contro i Kushiti guidata da Gaio Petronio: distrussero il tempio e presero Jebel Barkal alla regina Candace. Tuttavia, i romani non furono in grado di ottenere guadagni permanenti e si ritirarono dopo aver raso al suolo Napata. Gli ultimi lavori di costruzione su larga scala furono del re kushita Natakamani che restaurò parte dello scempio romano e ingrandì il complesso del tempio, rinnovandone, tra le altre parti, il primo pilone.

## Architettura e allestimenti
Il tempio originale era relativamente piccolo, costituito da un pilone e un cortile con dieci colonne. Durante il regno di Ramses II la struttura comprendeva il Secondo e il Terzo Pilone, una corte ipostila, una sala con annessi, una cappella e un complesso pronao e naos. Le aggiunte includevano un secondo tempio dietro un pilone, un altro cortile, probabilmente senza pilastri, e diverse cappelle. 
Un notevole rinnovamento e ampliamento del tempio, attribuito a Pianki, avvenne in tre fasi. In primo luogo, il vecchio tempio è stato rafforzato da un muro e un altro piccolo portico. Per la seconda fase è stata realizzata una grande sala con 50 colonne. Solo i pilastri, i muri di fondazione e gli ingressi erano fatti di arenaria, i muri rimanenti erano di mattoni crudi. Infine, Pianki costruì una grande fattoria, anch'essa decorata con colonne. La corte e il portico avevano ciascuno il proprio pilone. L'intero complesso del tempio superò i 150 metri. A nord del Primo Pilone, fu scavato un deposito di statue che includeva la statua senza testa di Tanutamani (noto anche con il suo nome Amon, "Tenutamon"), il successore di Taharqa.

Molti sovrani kushiti costruirono steli aggiuntive, decorarono muri o eressero statue nel tempio. Poiché il centro religioso era importante sia per gli egizi sia per i nubiani, la stele di Thutmose III contiene l'iscrizione, "Casa di Amon e il trono delle due terre" (trovato nel tempio di Amon, è ora al Museum of Fine Arts, Boston). Ci sono stele attribuite a Horemheb e Seti I. Taharqa costruì dieci figure colossali. Tanutamani eresse un piccolo santuario nel portico. Nel primo cortile ci sono pilastri attribuiti a Pianki e Harsiotef. 

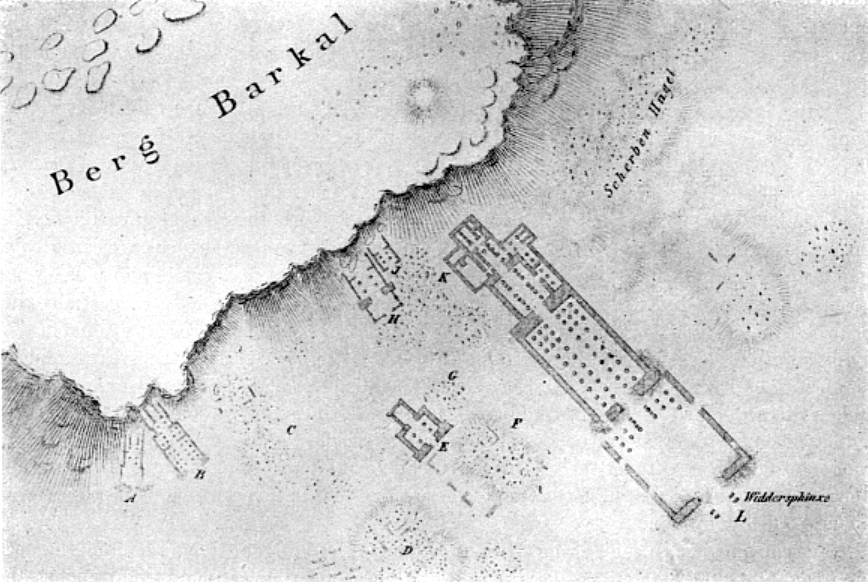
Mappa della spedizione del 1916 al museo Harvard-Boston a Jabel Barkal
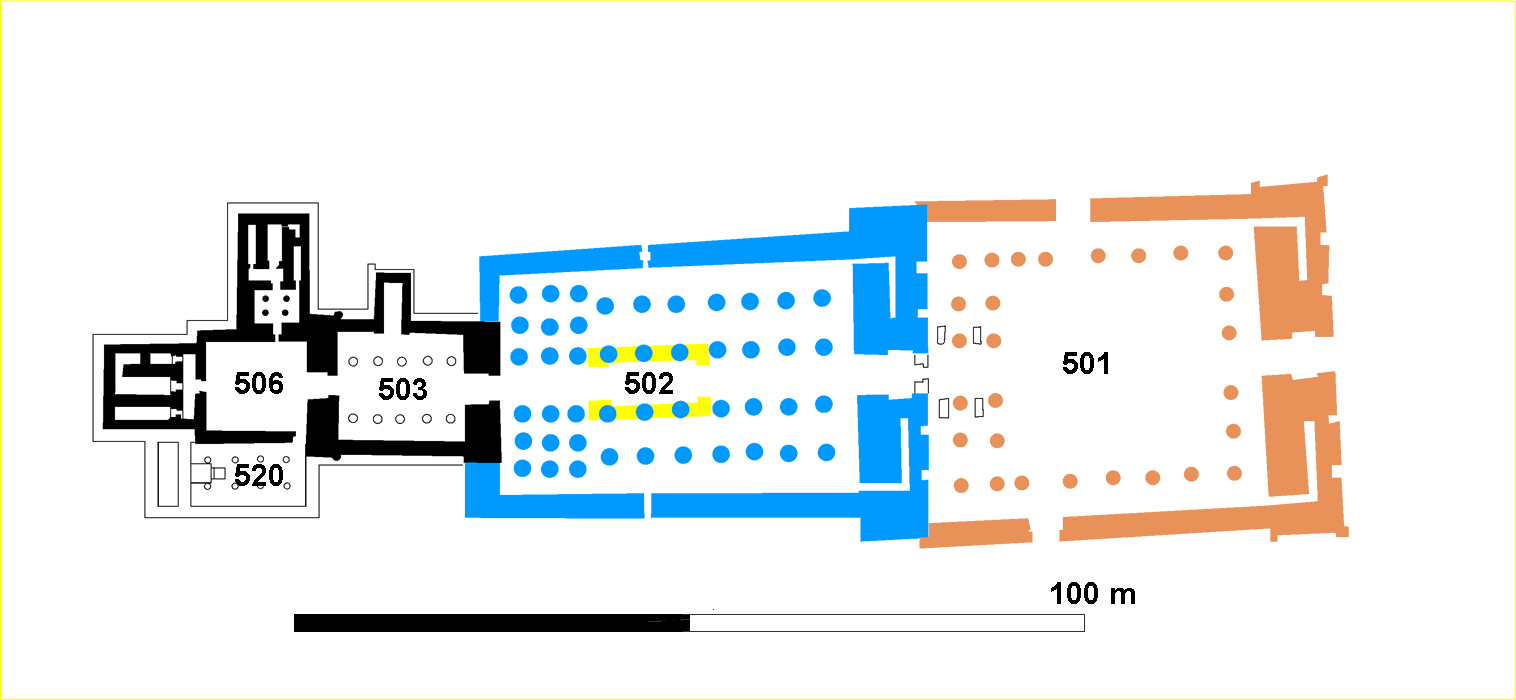
Pianta del tempio di Amon
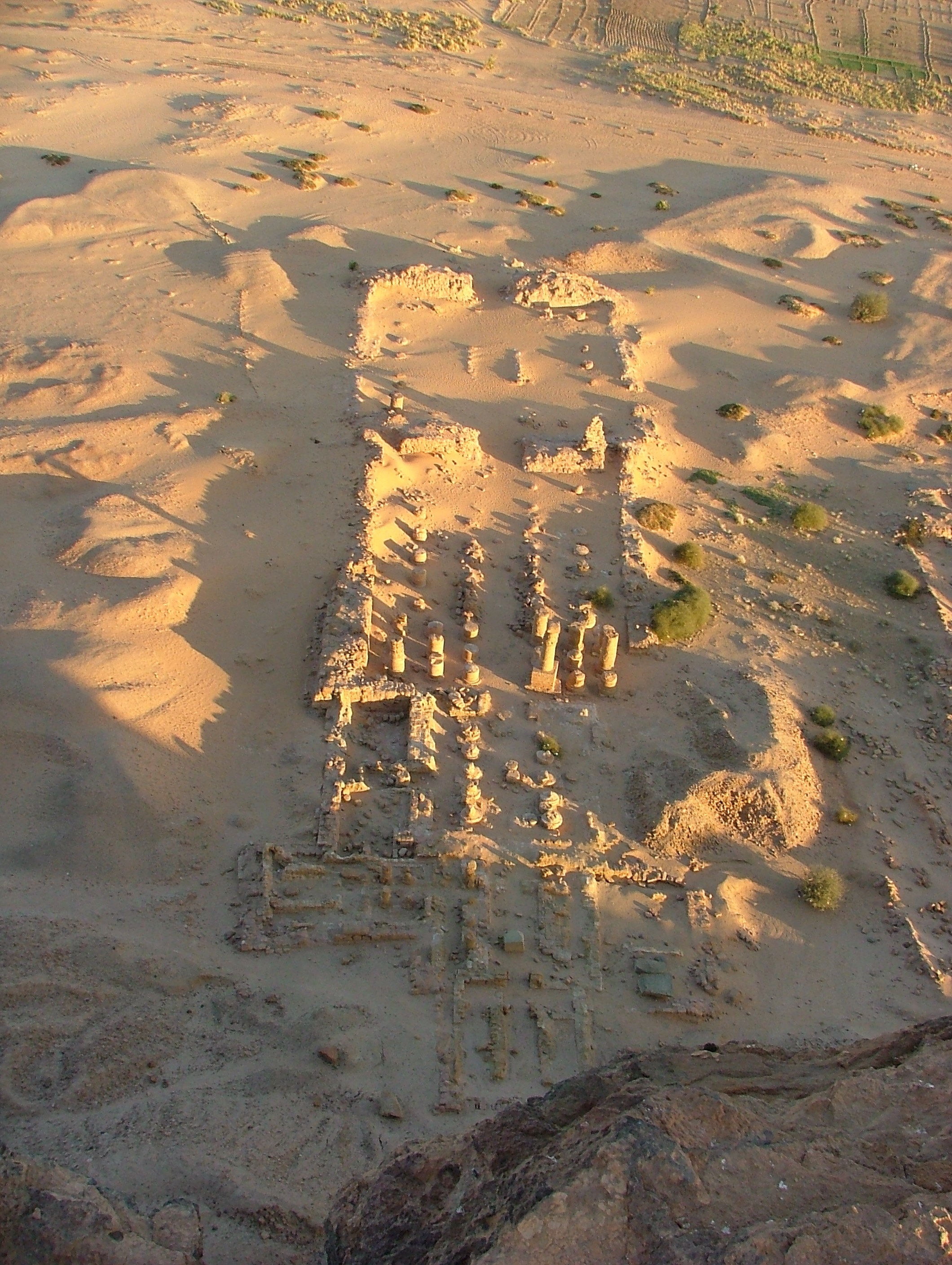
Rovine del tempio di Amon a Jebel Barkal
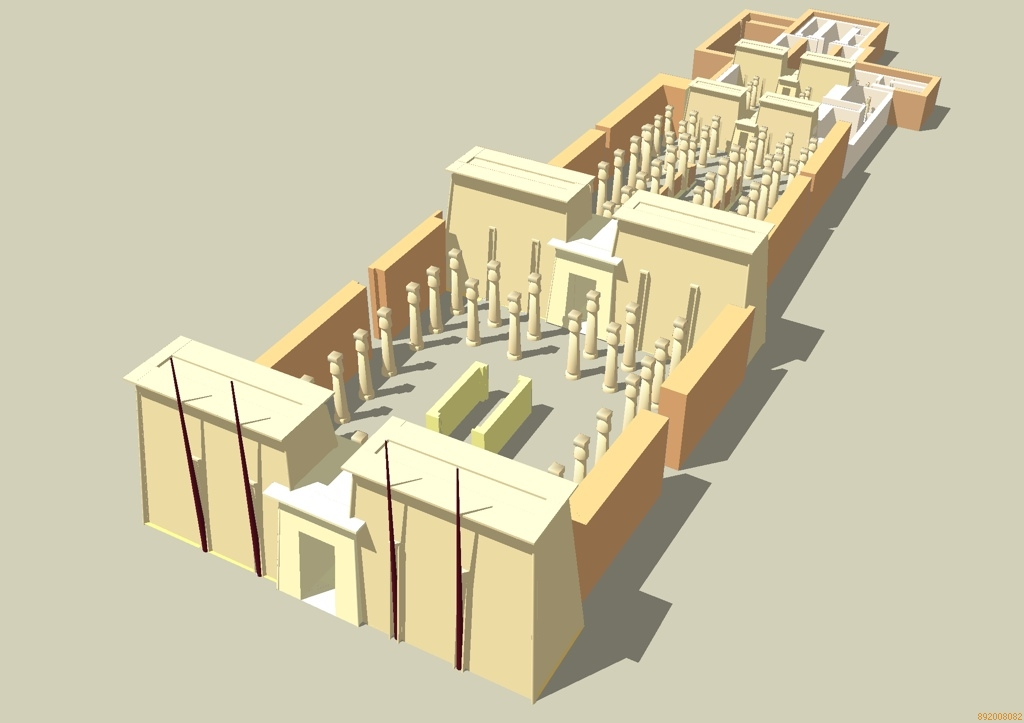
Tempio di Amon di Jebel Barkal, originariamente costruito durante il Nuovo Regno egiziano ma notevolmente migliorato da Piye

## Manufatti nei musei
Molti dei principali manufatti furono rinvenuti negli scavi del 1916 dalla spedizione dell'Università di Harvard - Boston Museum of Fine Arts. Sono stati assegnati al Museo delle Belle Arti nella divisione dei reperti dal governo del Sudan. 

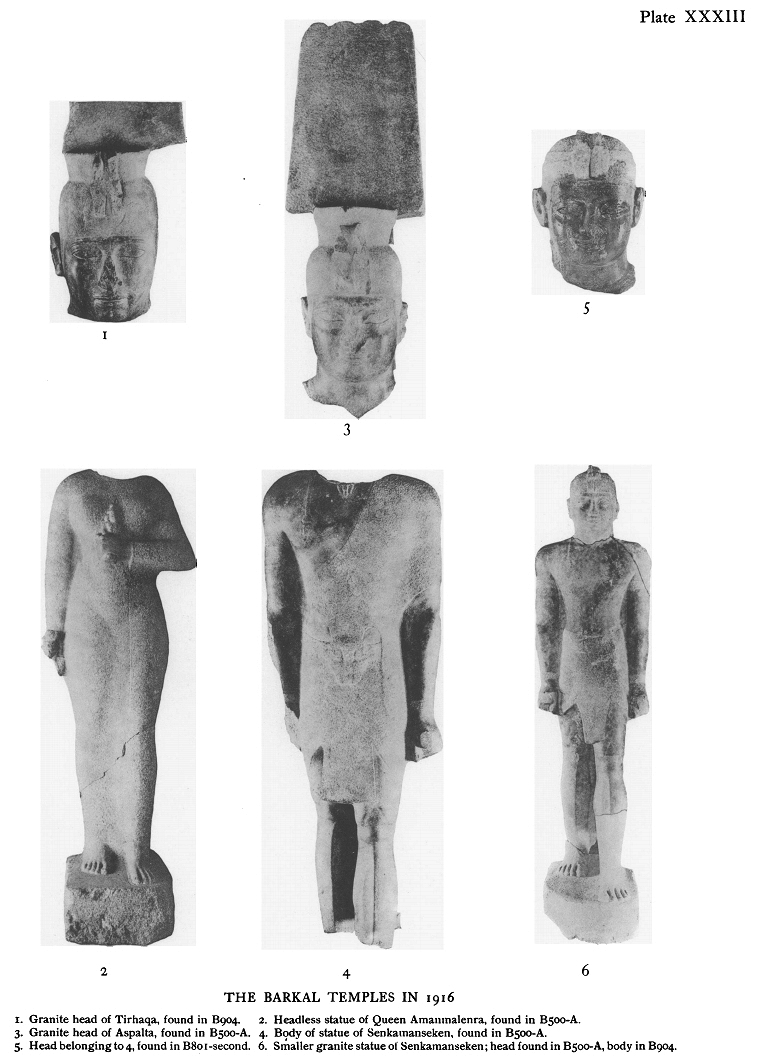
Statue Barkal scavate nel 1916
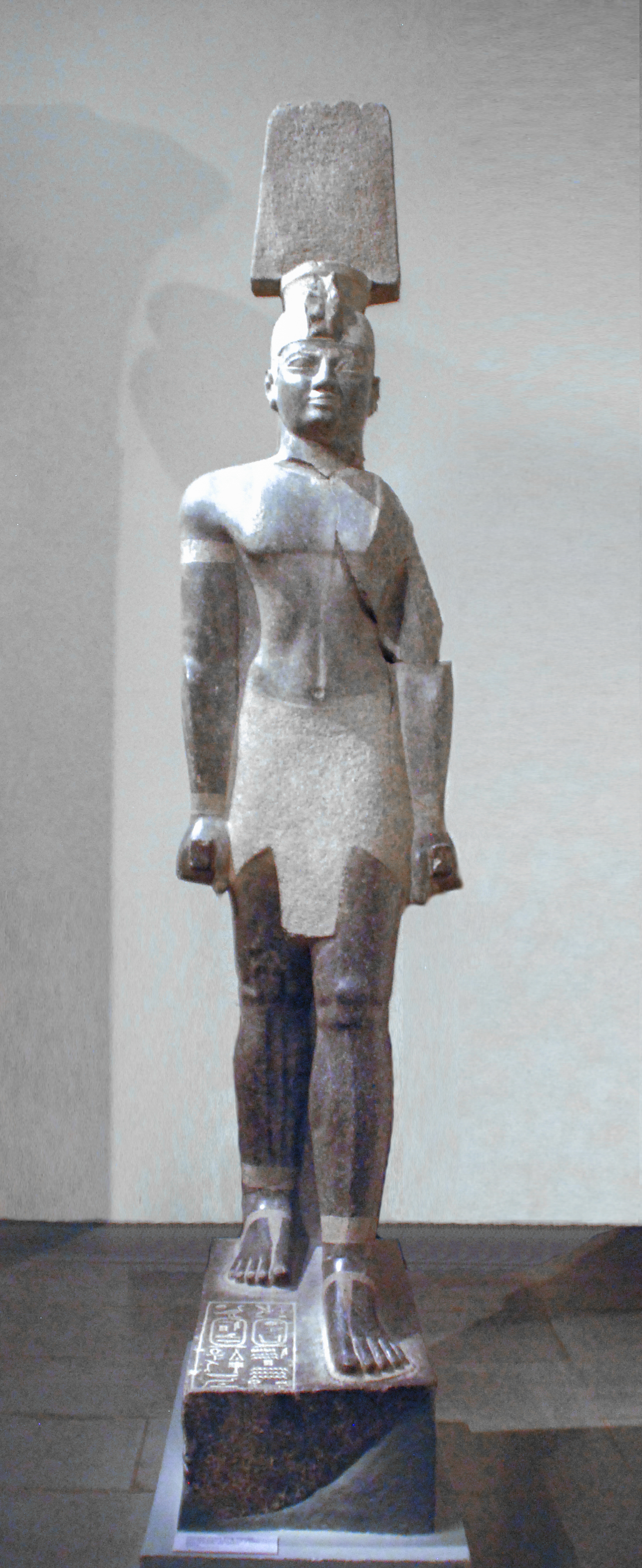
Statua colossale del re Aspelta dal Tempio di Amon, Jebel Barkal. Boston Museum of Fine Arts
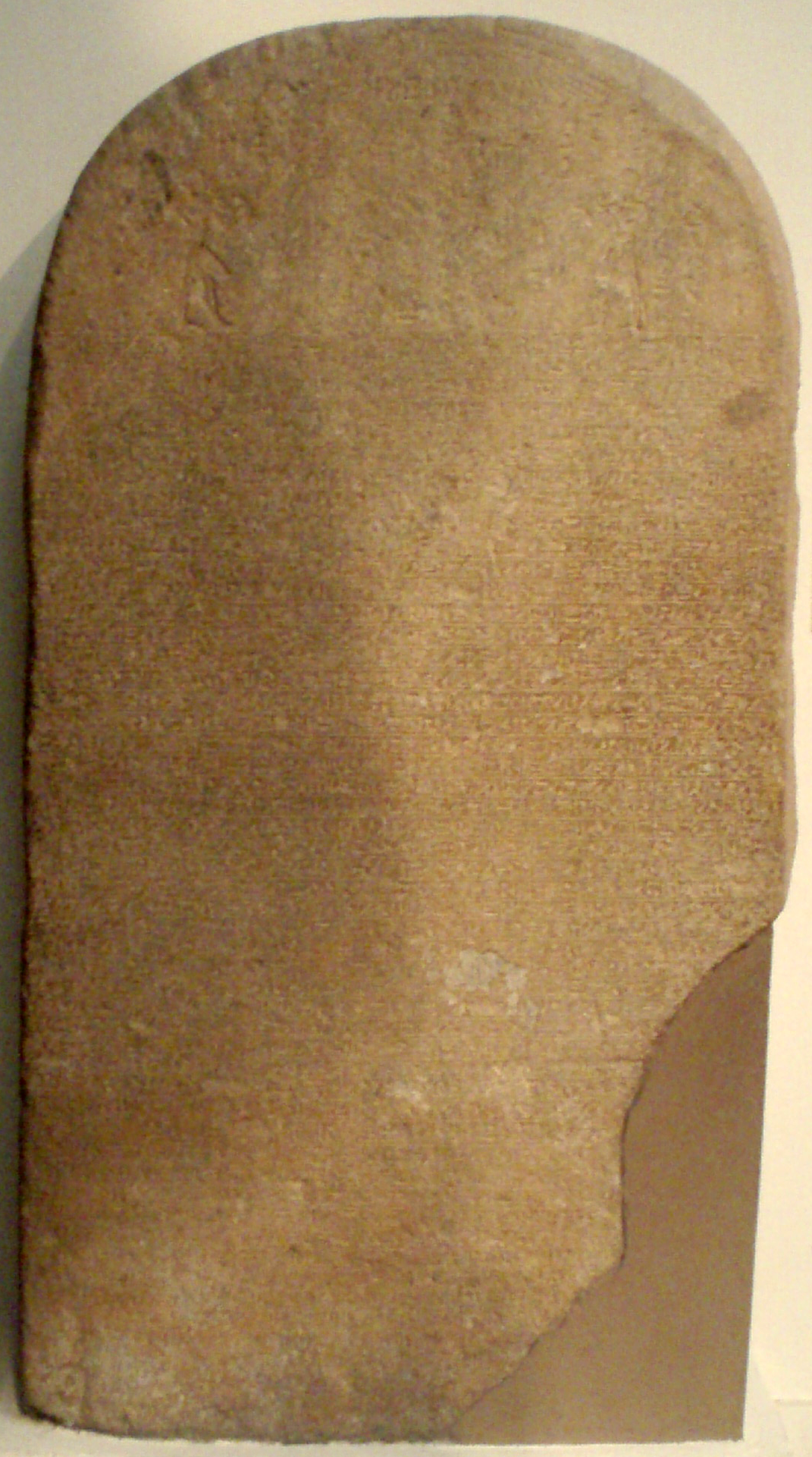
Stele del faraone Thutmose III, trovata nel tempio di Amon a Barkal, ora al Museum of Fine Arts, Boston
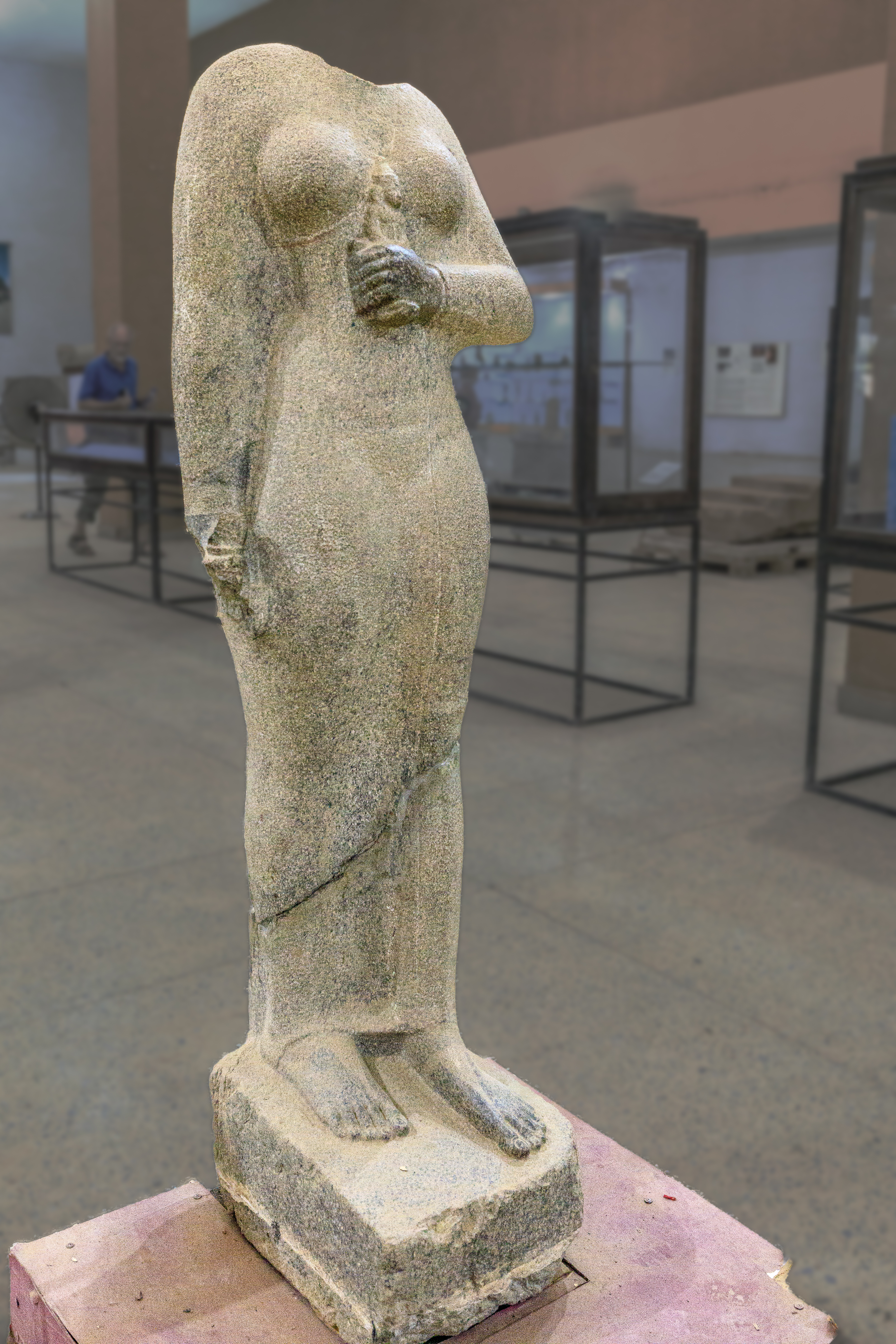
Regina Amanimalil, scoperta nel 1916